# Canton de la Chapelle-de-Guinchay
Le canton de la Chapelle-de-Guinchay est une circonscription électorale française située dans le département de Saône-et-Loire et la région Bourgogne-Franche-Comté.

## Géographie
Ce canton est organisé autour de La Chapelle-de-Guinchay dans les arrondissements de Charolles et de Mâcon.

## Histoire
- De 1833 à 1848, les cantons de Mâcon-Sud et de La Chapelle-de-Guinchay avaient le même conseiller général. Le nombre de conseillers généraux était limité à 30 par département[5].

- Par décret du 18 février 2014, le nombre de cantons du département est divisé par deux, avec mise en application aux élections départementales de mars 2015. Le canton de la Chapelle-de-Guinchay est conservé et s'agrandit. Il passe de 11 à 34 communes[4].

## Représentation

### Conseillers généraux de 1833 à 2015
| Période | Période      | Identité                             | Étiquette     | Qualité |
| ------- | ------------ | ------------------------------------ | ------------- | --- |
| 1833    | 1852         | Pierre François Foillard (1785-1865) |               | Médecin, maire de Romanèche (1828-1852)                                                                                     |
| 1852    | 1871         | Philbert Desvignes (1816-1896)       |               | Négociant, maire de La Chapelle-de-Guinchay                                                                                 |
| 1871    | 1880         | Victor Pellissier                    | Droite        | Général, député (1871-1876) Propriétaire à Chaintré                                                                         |
| 1880    | 1916 (décès) | Fernand Dubief                       | Rad.          | Médecin Maire de Romanèche-Thorins (1881-1888) Député (1893-1910 et 1914-1916) Ministre (1905-1906)                         |
| 1916    | 1919         | siège vacant                         |               | |
| 1919    | 1931         | Vincent Jacoulot                     | Rad. ind.     | Propriétaire viticulteur, négociant en vins et spiritueux Député (1928-1931) Maire de Romanèche-Thorins (1925-1931)         |
| 1931    | 1938 (décès) | Jean Grandjean                       | SFIO          | Négociant - Maire de Crèches-sur-Saône, conseiller d'arrondissement                                                         |
| 1938    | 1940 (décès) | Félix Pinsard (1864-1940)            | Rad.          | Viticulteur Maire de Crèches-sur-Saône, conseiller d'arrondissement                                                         |
|         |              |                                      |               | |
| 1942    | 1945         | Jules Thierry                        |               | Président de la délégation spéciale de La Chapelle-de-Guinchay Nommé conseiller départemental en 1942                       |
|         |              |                                      |               | |
| 1945    | 1982         | Jules Pinsard Fils de F.Pinsard      | Rad. puis MRG | Négociant en bestiaux Sénateur (1951-1977) Maire de Crèches-sur-Saône (1947-1970)                                           |
| 1982    | 1994         | Marcel Gros                          | UDF-PR        | Maire de La Chapelle-de-Guinchay (1989-1995)                                                                                |
| 1994    | 2015         | Daniel Juvanon                       | UDF puis UMP  | Directeur commercial, maire de Crêches-sur-Saône (1981-2014) Président de la Communauté de communes du Mâconnais Beaujolais |

### Conseillers d'arrondissement (de 1833 à 1940)
| Période                                  | Période          | Identité                                    | Étiquette   | Qualité |
| ---------------------------------------- | ---------------- | ------------------------------------------- | ----------- | --- |
| 1833                                     | 1848             | Jean-Baptiste Philibert Carrand (1783-1850) |             | Négociant, maire de La Chapelle-de-Guinchay                                                                 |
| 1848                                     | 1852             | M. Sornay                                   |             | Marchand de vin à La Chapelle-de-Guinchay                                                                   |
| 1852                                     | 1871             | Julien Pollet                               |             | Propriétaire à Leynes                                                                                       |
| 1871                                     | 1896 (démission) | Antoine Mathias                             | Républicain | Propriétaire, maire de La Chapelle-de-Guinchay, nommé juge de paix en 1896                                  |
| 1896                                     | 1901             | Pierre Crozet (1846-1909)                   | Républicain | Maire de Romanèche-Thorins                                                                                  |
| 1901                                     | 1913 (décès)     | Pierre-François Guillon (1848-1913)         | Radical     | Maire de Romanèche-Thorins, directeur de l'école de stéréotomie                                             |
| 1913                                     | 1919             | Pierre-Osiris Guillon (fils du précédent)   | Radical     | Ingénieur civil, Romanèche-Thorins                                                                          |
| 1919                                     | 1921 (décès)     | Jean-Marie Chagny (1864-1921)               | Rad.        | Maire de Leynes                                                                                             |
| avr.1921                                 | 1925             | M. Duplan                                   | Rad.        | Propriétaire à Crèches-sur-Saône                                                                            |
| 1925                                     | 1931             | Jean Grandjean                              | SFIO        | Négociant - Maire de Crèches-sur-Saône                                                                      |
| 1931                                     | 1938             | Félix Pinsard                               | Rad.        | Viticulteur, maire de Crèches-sur-Saône                                                                     |
| 1938                                     | 1940             | Marcel Dargaud (1895-1975)                  | SFIO        | Viticulteur tonnelier, conseiller municipal de Romanèche-Thorins                                            |
| 1940                                     |                  |                                             |             | Les conseils d'arrondissement ont été suspendus par la loi du 12 octobre 1940 et n'ont jamais été réactivés |
| Les données manquantes sont à compléter. |                  |                                             |             | |

### Conseillers départementaux à partir de 2015
| Période élective | Période élective | Mandat | Mandat   | Identité              | Nuance | Nuance | Qualité                                   |
| ---------------- | ---------------- | ------ | -------- | --------------------- | ------ | ------ | ----------------------------------------- |
| 2015             | 2021             | 2015   | 2021     | Jean-François Cognard |        | LR     | Agriculteur retraité Maire de Chaintré    |
| 2015             | 2021             | 2015   | 2021     | Dominique Piard       |        | UDI    | Employée Maire de Bourgvilain (2008-2020) |
| 2021             | 2028             | 2021   | en cours | Géraldine Auray       |        | DVD    | Comptable, maire de Dompierre-les-Ormes   |
| 2021             | 2028             | 2021   | en cours | Jean-François Cognard |        | LR     | Conseiller sortant                        |

### Résultats détaillés

#### Élections de mars 2015
À l'issue du 1er tour des élections départementales de 2015, deux binômes sont en ballottage : Carole Alamercery et Serge Papion (FN, 29,28 %) et Jean-François Cognard et Dominique Piard (Union de la Droite, 27,21 %). Le taux de participation est de 51,03 % (8 889 votants sur 17 420 inscrits) contre 50,75 % au niveau départemental et 50,17 % au niveau national.
Au second tour, Jean-François Cognard et Dominique Piard (Union de la Droite) sont élus avec 63,61 % des suffrages exprimés et un taux de participation de 50,98 % (4 975 voix pour 8 884 votants et 17 426 inscrits).

#### Élections de juin 2021
Le premier tour des élections départementales de 2021 est marqué par un très faible taux de participation (33,26 % au niveau national). Dans le canton de la Chapelle-de-Guinchay, ce taux de participation est de 30,47 % (5 493 votants sur 18 029 inscrits) contre 32,7 % au niveau départemental. À l'issue de ce premier tour, deux binômes sont en ballottage : Géraldine Auray et Jean-François Cognard (DVD, 48,89 %) et Fabienne Lacharme et Guilhem Pinatel (binôme écologiste, 29,79 %).
Le second tour des élections est marqué une nouvelle fois par une abstention massive équivalente au premier tour. Les taux de participation sont de 34,36 % au niveau national, 33,9 % dans le département et 31,44 % dans le canton de la Chapelle-de-Guinchay. Géraldine Auray et Jean-François Cognard (DVD) sont élus avec 64,58 % des suffrages exprimés (3 386 voix pour 5 669 votants et 18 031 inscrits),,.

## Composition

### Composition avant 2015
Le canton de la Chapelle-de-Guinchay regroupait 11 communes.
| Nom                                 | Code Insee | Codepostal | Superficie (km2) | Population (dernière pop. légale) | Densité (hab./km2) |
| ----------------------------------- | ---------- | ---------- | ---------------- | --------------------------------- | ------------------ |
| La Chapelle-de-Guinchay (chef-lieu) | 71090      | 71570      | 12,44            | 3 879 (2012)                      | 312                |
| Chaintré                            | 71074      | 71570      | 3,31             | 531 (2012)                        | 160                |
| Chânes                              | 71084      | 71570      | 2,24             | 570 (2012)                        | 254                |
| Chasselas                           | 71108      | 71570      | 2,56             | 179 (2012)                        | 70                 |
| Crêches-sur-Saône                   | 71150      | 71680      | 9,33             | 2 887 (2012)                      | 309                |
| Leynes                              | 71258      | 71570      | 4,83             | 501 (2012)                        | 104                |
| Pruzilly                            | 71362      | 71570      | 4,29             | 295 (2012)                        | 69                 |
| Romanèche-Thorins                   | 71372      | 71570      | 9,76             | 1 929 (2012)                      | 198                |
| Saint-Amour-Bellevue                | 71385      | 71570      | 5,09             | 550 (2012)                        | 108                |
| Saint-Symphorien-d'Ancelles         | 71481      | 71570      | 6,13             | 1 089 (2012)                      | 178                |
| Saint-Vérand                        | 71487      | 71570      | 2,45             | 173 (2012)                        | 71                 |

### Composition depuis 2015
Lors du redécoupage de 2014, le canton comprenait trente-quatre communes entières.
À la suite de la création de la commune nouvelle de Navour-sur-Grosne au 1er janvier 2019, le canton comprend désormais trente-deux communes entières.
| Nom                                             | Code Insee | Intercommunalité                                       | Superficie (km2) | Population (dernière pop. légale) | Densité (hab./km2) | Modifier                                    |
| ----------------------------------------------- | ---------- | ------------------------------------------------------ | ---------------- | --------------------------------- | ------------------ | ------------------------------------------- |
| La Chapelle-de-Guinchay (bureau centralisateur) | 71090      | CA Mâconnais Beaujolais Agglomération                  | 12,44            | 4 038 (2022)                      | 325                | modifier les données · modifier les données |
| Bourgvilain                                     | 71050      | CC Saint-Cyr Mère Boitier entre Charolais et Mâconnais | 11,81            | 360 (2022)                        | 30                 | modifier les données · modifier les données |
| Chaintré                                        | 71074      | CA Mâconnais Beaujolais Agglomération                  | 3,31             | 564 (2022)                        | 170                | modifier les données · modifier les données |
| Chânes                                          | 71084      | CA Mâconnais Beaujolais Agglomération                  | 2,24             | 529 (2022)                        | 236                | modifier les données · modifier les données |
| La Chapelle-du-Mont-de-France                   | 71091      | CC Saint-Cyr Mère Boitier entre Charolais et Mâconnais | 9,11             | 190 (2022)                        | 21                 | modifier les données · modifier les données |
| Chasselas                                       | 71108      | CA Mâconnais Beaujolais Agglomération                  | 2,56             | 175 (2022)                        | 68                 | modifier les données · modifier les données |
| Crêches-sur-Saône                               | 71150      | CA Mâconnais Beaujolais Agglomération                  | 9,33             | 3 179 (2022)                      | 341                | modifier les données · modifier les données |
| Davayé                                          | 71169      | CA Mâconnais Beaujolais Agglomération                  | 4,17             | 680 (2022)                        | 163                | modifier les données · modifier les données |
| Dompierre-les-Ormes                             | 71178      | CC Saint-Cyr Mère Boitier entre Charolais et Mâconnais | 30,23            | 883 (2022)                        | 29                 | modifier les données · modifier les données |
| Fuissé                                          | 71210      | CA Mâconnais Beaujolais Agglomération                  | 4,86             | 354 (2022)                        | 73                 | modifier les données · modifier les données |
| Germolles-sur-Grosne                            | 71217      | CC Saint-Cyr Mère Boitier entre Charolais et Mâconnais | 7,23             | 130 (2022)                        | 18                 | modifier les données · modifier les données |
| Leynes                                          | 71258      | CA Mâconnais Beaujolais Agglomération                  | 4,83             | 506 (2022)                        | 105                | modifier les données · modifier les données |
| Matour                                          | 71289      | CC Saint-Cyr Mère Boitier entre Charolais et Mâconnais | 27,99            | 1 159 (2022)                      | 41                 | modifier les données · modifier les données |
| Montmelard                                      | 71316      | CC Saint-Cyr Mère Boitier entre Charolais et Mâconnais | 22,35            | 356 (2022)                        | 16                 | modifier les données · modifier les données |
| Navour-sur-Grosne                               | 71134      | CC Saint-Cyr Mère Boitier entre Charolais et Mâconnais | 22,76            | 658 (2022)                        | 29                 | modifier les données · modifier les données |
| Pierreclos                                      | 71350      | CC Saint-Cyr Mère Boitier entre Charolais et Mâconnais | 12,41            | 851 (2022)                        | 69                 | modifier les données · modifier les données |
| Pruzilly                                        | 71362      | CA Mâconnais Beaujolais Agglomération                  | 4,29             | 330 (2022)                        | 77                 | modifier les données · modifier les données |
| Romanèche-Thorins                               | 71372      | CA Mâconnais Beaujolais Agglomération                  | 9,76             | 2 002 (2022)                      | 205                | modifier les données · modifier les données |
| Saint-Amour-Bellevue                            | 71385      | CA Mâconnais Beaujolais Agglomération                  | 5,09             | 590 (2022)                        | 116                | modifier les données · modifier les données |
| Saint-Léger-sous-la-Bussière                    | 71441      | CC Saint-Cyr Mère Boitier entre Charolais et Mâconnais | 8,64             | 287 (2022)                        | 33                 | modifier les données · modifier les données |
| Saint-Pierre-le-Vieux                           | 71469      | CC Saint-Cyr Mère Boitier entre Charolais et Mâconnais | 15,79            | 378 (2022)                        | 24                 | modifier les données · modifier les données |
| Saint-Point                                     | 71470      | CC Saint-Cyr Mère Boitier entre Charolais et Mâconnais | 14,24            | 362 (2022)                        | 25                 | modifier les données · modifier les données |
| Saint-Symphorien-d'Ancelles                     | 71481      | CA Mâconnais Beaujolais Agglomération                  | 6,13             | 1 128 (2022)                      | 184                | modifier les données · modifier les données |
| Saint-Vérand                                    | 71487      | CA Mâconnais Beaujolais Agglomération                  | 2,45             | 156 (2022)                        | 64                 | modifier les données · modifier les données |
| Serrières                                       | 71518      | CC Saint-Cyr Mère Boitier entre Charolais et Mâconnais | 9,84             | 290 (2022)                        | 29                 | modifier les données · modifier les données |
| Solutré-Pouilly                                 | 71526      | CA Mâconnais Beaujolais Agglomération                  | 6,16             | 342 (2022)                        | 56                 | modifier les données · modifier les données |
| Tramayes                                        | 71545      | CC Saint-Cyr Mère Boitier entre Charolais et Mâconnais | 18,60            | 1 067 (2022)                      | 57                 | modifier les données · modifier les données |
| Trambly                                         | 71546      | CC Saint-Cyr Mère Boitier entre Charolais et Mâconnais | 12,08            | 398 (2022)                        | 33                 | modifier les données · modifier les données |
| Trivy                                           | 71547      | CC Saint-Cyr Mère Boitier entre Charolais et Mâconnais | 11,64            | 259 (2022)                        | 22                 | modifier les données · modifier les données |
| Vergisson                                       | 71567      | CA Mâconnais Beaujolais Agglomération                  | 5,77             | 233 (2022)                        | 40                 | modifier les données · modifier les données |
| Verosvres                                       | 71571      | CC Saint-Cyr Mère Boitier entre Charolais et Mâconnais | 22,96            | 430 (2022)                        | 19                 | modifier les données · modifier les données |
| Vinzelles                                       | 71583      | CA Mâconnais Beaujolais Agglomération                  | 4,43             | 762 (2022)                        | 172                | modifier les données · modifier les données |
| Canton de la Chapelle-de-Guinchay               | 7108       |                                                        | 345,50           | 23 626 (2022)                     | 68                 | modifier les données                        |

## Démographie

### Démographie avant 2015
| 1962  | 1968  | 1975  | 1982  | 1990  | 1999   | 2006   | 2011   | 2012   |
| ----- | ----- | ----- | ----- | ----- | ------ | ------ | ------ | ------ |
| 7 885 | 8 587 | 8 887 | 9 364 | 9 840 | 10 505 | 11 493 | 12 491 | 12 583 |

### Démographie depuis 2015
En 2022, le canton comptait 23 626 habitants, en évolution de +0,91 % par rapport à 2016 (Saône-et-Loire : −1,06 %, France hors Mayotte : +2,11 %).
| 2013   | 2018   | 2022   |
| ------ | ------ | ------ |
| 22 982 | 23 650 | 23 626 |